# Girinatha

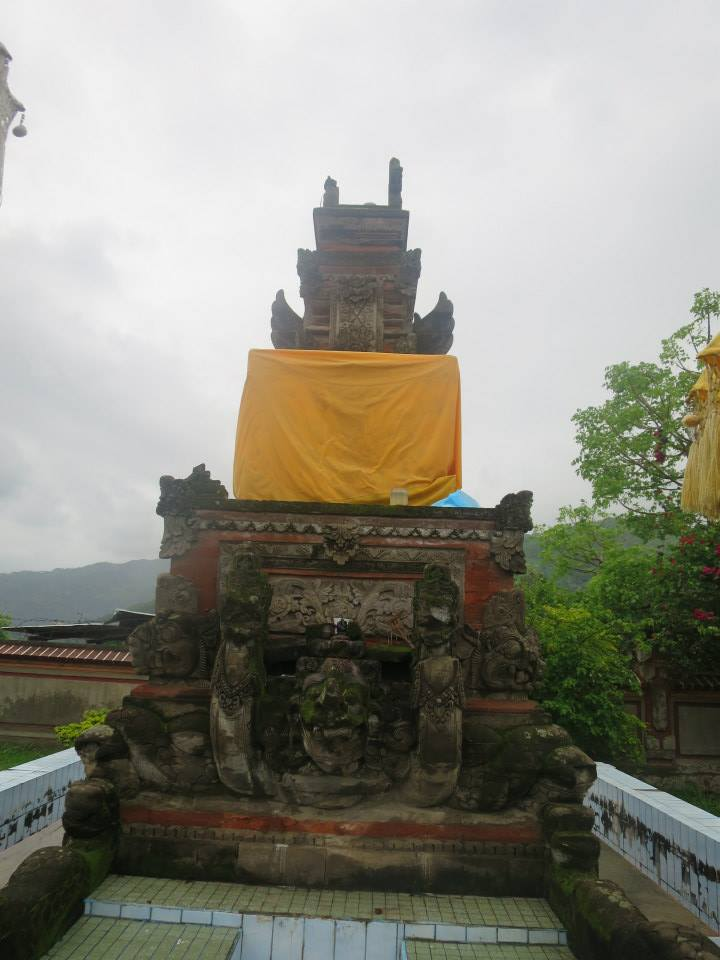
Der Pura Girinatha, der hinduistische Tempel in Osttimor ist Girinatha gewidmet.

Girinatha oder Giri Natha („Giri“ deutsch Berg, „Nath“ deutsch Herr, Gott) ist eine hinduistische Gottheit. Er ist der Herr der Berge und kann als Epitheton der Gottheit Shiva angesehen werden oder als Inkarnation des Berges Sumeru.
König Hayam Wuruk (* 1334; † 1389, auch Rajasanagara) sah sich als Inkarnation von Girinatha, der sich in der Region großer Beliebtheit erfreute Er war Herrscher des Reiches von Majapahit, das als letztes hinduistischen Großreich auf dem Malaiischen Archipel vom 13. bis 16. Jahrhundert große Gebiete um Java beherrschte. Hayam Wuruk berief sich auf Zeichen, wie einem Vulkanausbruch zum Zeitpunkt seiner Geburt, um seine Göttlichkeit zu belegen. Girinathas Haupttempel war der Penataran (auch Panataran) in Ostjava, wo der mythische Ursprung der Herrscherdynastie von Majapahit lag. Hayam Wuruk pilgerte in seiner Amtszeit mehrmals zu dem Tempel, der damals noch Palah hieß und errichtete hier zahlreiche Gebäude.
Vor Hayam Wuruk bezeichnete sich bereits Ken Angrok (Herrscher von Tumapel und Gründer des Reiches Singhasari um 1222) als Inkarnation von Girinatha.
Heute finden sich noch immer Tempel des Girinatha, so auf Java, Sulawesi und Bali. Auch der größte hinduistische Tempel Osttimors, der Pura Girinatha ist Girnatha gewidmet.